# カーリ・トロー
カーリ・トロー（Kari Traa、1974年1月26日 - ）はノルウェーのヴォス出身のフリースタイル・スキー選手。2002年ソルトレークシティオリンピック女子モーグル金メダリスト。FISワールドカップでは合計37回勝っている。2002年ノルウェーの雑誌MANNの実施した「ノルウェーの最もセクシーな女性」に選ばれるなどその美しさからも人気を集めている。
公式競技としてモーグルが初めて採用されたアルベールビルオリンピックに参加したものの予選14位で、決勝に進むことはできなかった。その後母国のノルウェーで行われたリレハンメルオリンピックは、大会を3週間前に控えて、練習中に転倒してしまいひざを痛めてしまったために参加は見送ることになった。その後長野オリンピックでは初めてのメダルとなる銅メダルを獲得した。現在そのメダルは出身地であるヴォスにある彼女のお気に入りのレストランに寄贈してある。
2001年にはスポーツ雑誌Ultrasportでほとんど全裸の姿を公開し、話題を集めた 。2002年には自らで女性向けのスポーツウェアの店Kari Traa Concept Storeをヴォスで開いた。
その後2006年にトリノオリンピックで銀メダルを獲得した後に引退し、自伝を発売した。